# David Frank-Kamenetskii
David Albertovich Frank-Kamenetskii (russe : Давид Альбертович Франк-Каменецкий), né à Vilna dans l'empire russe (aujourd'hui Vilnius en Lituanie) le 3 août 1910 et mort à Moscou le 2 juin 1970 est un physicien soviétique ayant travaillé dans le domaine de la combustion, de la physique des plasmas et de l'astrophysique.

## Biographie
Après un diplôme d'ingénieur métallurgiste obtenu à l'institut technologique de Tomsk en 1931, Frank-Kamenetskii travaille comme ingénieur aux mines de Tchita en Sibérie et enseigne au collège d'ingénierie de la ville jusqu'en 1934. Ayant continué à étudier seul, il obtient de devenir l'élève de Nikolaï Semionov dans le tout nouvel Institut de Chimie Physique de Leningrad (aujourd'hui Institut Semionov de Chimie Physique (en)). Il y soutient sa thèse en 1938 et y collabore avec Iakov Zeldovitch,,.
Du fait de la Grande Guerre patriotique l'institut est relocalisé à Kazan en 1941. Frank-Kamenetskii y obtient son grade de docteur de l'Académie des Sciences de l'URSS en 1943.
De 1944 à 1946 il vit à Gorki (aujourd'hui Nijni Novgorod) où il dirige le département de chimie technique de l'Université Technique d'État de Gorki.
De 1947 à 1948 il revient à l'Institut de Chimie Physique qui a été relocalisé à Moscou et dont Semionov a pris la direction.
De 1948 à 1956 il est à Sarov et travaille sur les projets d'armes nucléaires.
De 1956 à 1970 il dirige un laboratoire de l'institut Kourtchatov et le département de physique des plasmas à l'institut de physique et de technologie de Moscou.
Frank-Kamenetskii est renommé pour ses travaux sur la combustion : la théorie de Frank-Kamenetskii, l'asymptotique des grandes énergies d'activation, l'équation ZFK et l'approximation quasi-statique en chimie physique.

## Ouvrages
Les ouvrages font l'objet d'une présentation par Iakov Zeldovitch.
- (en) D. A. Frank-Kamenetskii, Diffusion and Heat Transfer in Chemical Kinetics, Princeton University Press, 1955 (ISBN 9780691653099)

- (ru) D. A. Frank-Kamenetskii, Energy in Nature and Technology, Kultprosvet Press, 1948

- (ru) D. A. Frank-Kamenetskii, The Formation of Chemical Element's in the Depths of Stars, Znanie Press, 1959

- (en) D. A. Frank-Kamenetskii, Physical Processes in Stellar Interiors, Israel Program for Scientific Translations, 1959

- (en) D. A. Frank-Kamenetskii, Plasma-The Fourth State of Matter, Plenum Press, 1972 (ISBN 9781468418965)

- (en) D. A. Frank-Kamenetskii, Nuclear Astrophysics, Plenum Press, 1967 (ISBN 978-0-306-41332-2)

- (ru) D. A. Frank-Kamenetskii, Lectures on Plasma Physics, Atomizdat, 1968

## Distinctions
- Trois fois prix d'État de l'URSS.
- Prix Mendeleev en 1949.
- Ordre de Lénine.
- Ordre du Drapeau rouge du Travail.